# Ольха ромболистная
Ольха́ ромболи́стная, или ольха бе́лая (лат. Álnus rhombifólia) — дерево, распространённое на западном побережье США; встречается в приречных местообитаниях на разных высотах (от 100 до 2400 м); вид рода Ольха семейства Берёзовые.

## Ботаническое описание
Ольха ромболистная — средних размеров листопадное дерево, достигающее в высоту 15—25 м (редко до 35 м), с бледно-серой корой. Кора на молодых деревьях гладкая, позднее становится чешуйчатой. Листья очерёдные, ромбические до узко-эллиптических, 4—10 см длиной и 2—5 см шириной, с мелкозубчатым краем; верхушка листа может быть закруглена или с заострением. Снизу листья тонко-волосистые.
Цветки собраны в серёжки. Серёжки поникшие, тонкие, 3-10 см длиной, желтоватые, располагаются пучками от 2 до 7. Опыление происходит рано весной до распускания листьев. Женские серёжки при созревании овальные, 10—22 мм в длину и 7—10 мм шириной, на ножках 1—10 мм длиной.
Ольха ромболистная сходна с ольхой красной, отличаясь от последней ровным, а не подвёрнутым краем листа.
Как и другие виды ольхи, она способна фиксировать азот воздуха, тем самым обогащая почвы. Азотфиксация у ольхи происходит благодаря симбиозу с актиномицетами.
Некоторые из индейцев Плато использовали белую ольху для лечения женских болезней, родовспоможения, лечения детских экзем и в некоторых других целях.